# Medea (Pacini)
Medea és una òpera en tres actes amb música de Giovanni Pacini sobre un llibret de Benedetto Castiglia. Es va estrenar el 28 de novembre de 1843 al Teatro Carolino de Palerm, dirigida pel compositor, amb Geltrude Bortolotti en el paper principal. El llibret està basat en les obres de teatre Medea d'Euripides i Médée de Pierre Corneille.

## Representacions històriques
Després de la seva estrena del 28 de novembre de 1843 al Teatro Carolino de Palerm, Pacini va revisar l'obra per a la seva interpretació al Teatro Eretenio de Vicenza, l'any 1845, any en què també es va estrenar a Barcelona, al Teatre Principal. La va revisar de nou per a la seva primera representació al teatre La Fenice de Venècia, del 9 de març de 1850. La versió definitiva es va estrenar al Teatro San Carlo de Nàpols el 26 de febrer de 1853. Durant dues dècades, l'òpera va gaudir d'una considerable popularitat a Itàlia, Rússia i Amèrica del Sud. Després va caure en l'oblit, eclipsada per l'òpera Norma de Vincenzo Bellini, que té una història similar, i per l'òpera Médée de Luigi Cherubini, que al segle xx va constituir tot un èxit cantada per la soprano Maria Callas.
L'obra ha tingut algunes reestrenes en les darreres dàcades, com ara la representació de 1993 al Teatro Comunale Chiabrera de Savona, dirigida per Richard Bonynge amb Jolanta Omilian en el paper principal (el segell Agora va editar una gravació en directe de la representació) i una producció semi-escènica el 2006, al Teatro Antico de Taormina, dirigida per Tyrone Paterson amb Simona Baldolini en el paper principal.

## Personatges

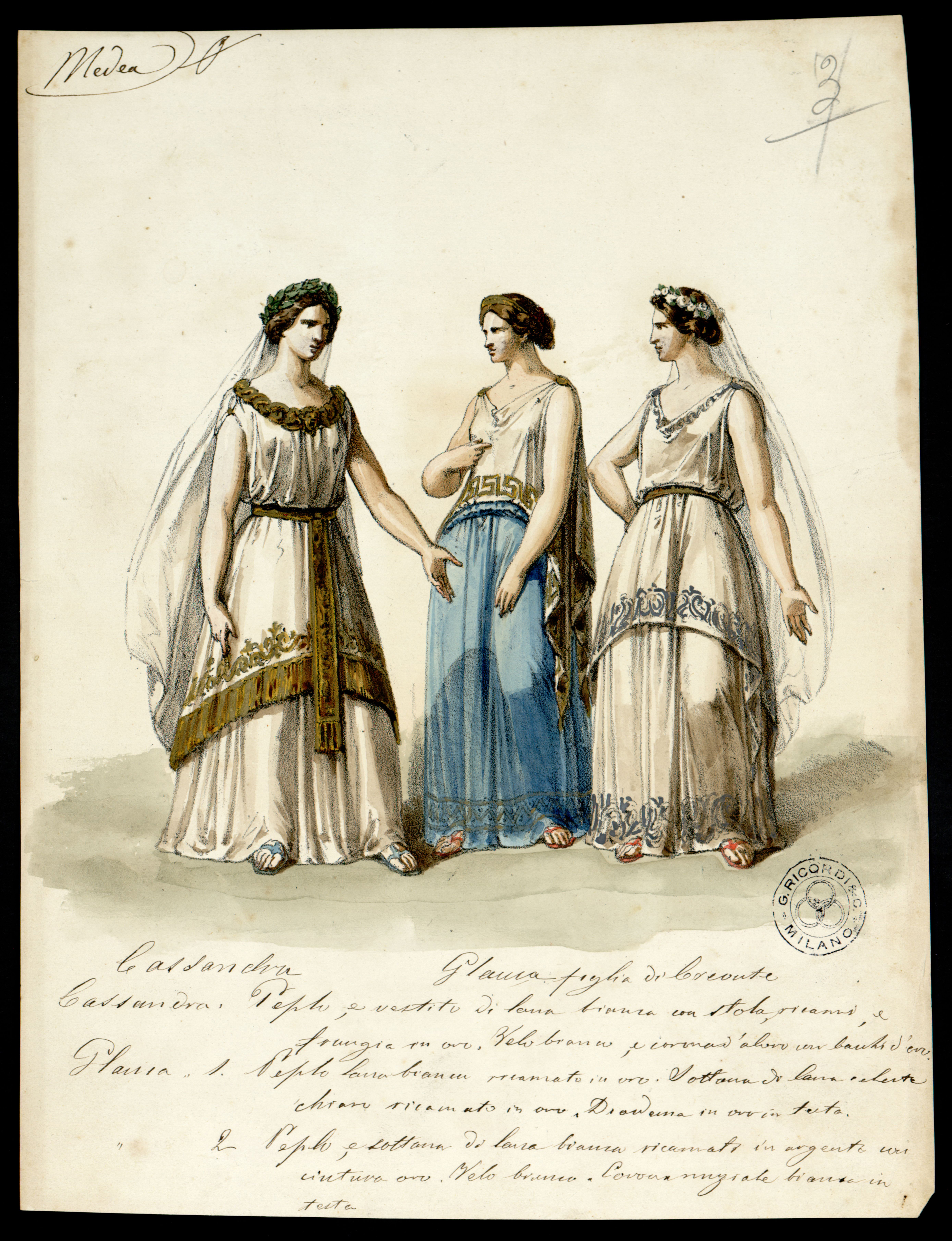
Figura per als personatges de Cassandra i Glauca
(Archivio Storico Ricordi)

| Paper                                        | Tipus de veu | Estrena 28 de novembre de 1843 |
| -------------------------------------------- | ------------ | ------------------------------ |
| Medea, una bruixa i l'esposa de Giasone      | soprano      | Geltrude Bortolotti            |
| Glauca, filla de Creonte, promesa de Giasone | soprano      |                                |
| Cassandra, sacerdotessa                      | soprano      | Giovanna Austin                |
| Licisca, la serventa de Medea                | soprano      | Adelaide Orlandi               |
| Giasone, cap dels argonautes                 | tenor        | Giovanni Battista Pancani      |
| Creonte, rei de Corint                       | baix         | Luigi Valli                    |
| Calcante, un sacerdot                        | baix         | Secondo Torre                  |

## Sinopsi
Escenari: Corint, a l'Antiga Grècia
L'heroic guerrer Giasone planeja abandonar la seva dona Medea per casar-se amb Glauca, la filla de Creonte, el rei de Corint. En venjança, Medea assassina els seus dos fills i es suïcida.

## Estructura musical
- Simfonia

### Acte I
- N. 1 - Introducció i Cavatina de Creonte O del canto signor - Ebbi una figlia, sola speranza! (Cor, Calcante, Creonte)
- N. 2 - Cavatina de Medea Per te, crudel! le tenebre
- N. 3 - Duet de Medea i Giasone Odi, sola, in preda a mille

### Acte II
- N. 4 - Cor i pregària de Giasone Nell'ambascia, nel pianto - Se innanzi al trono vindice (Cor, Cassandra, Calcante, Giasone)
- N. 5 - Duet de Medea i Creonte Medea... vive!... vive! o cielo!
- N. 6 - Final II Di Giove l'arcano - Di eterna luce i secoli (Cor, Creonte, Giasone, Medea, Calcante, Licisca)

### Acte III
- N. 7 - Cor i tercet de Creonte, Medea i Giasone Gioisci alfin - Ma di', figlio a tuo padre non era (Cor, Creonte, Medea, Giasone)
- N. 8 - Cor, ària de Medea i final Al Tempio - Oh almeno... si tace - Morte all'infame... a tale iniqua la morte! (Cor, Giasone, Creonte, Cassandra, Calcante, Glauca, Medea)